# Hold On Me
「Hold On Me」（ホールド・オン・ミー）は、1987年2月26日にリリースされた小比類巻かほるの4枚目のシングル。

## 解説
日本テレビ系土曜グランド劇場『結婚物語』主題歌。
TBS系の音楽番組『ザ・ベストテン』において、「今週のスポットライト」としてこの曲で初出演を果たし、同年の『第38回NHK紅白歌合戦』で初出場の際に「Hold On Me」この曲を披露した。
当時リリースされていたこの曲の音源（シングル、アルバム共）についてはマスターテープの回転が早められ、ピッチが上がっていたた。2005年発売「CD&DVD THE BEST 小比類巻かほる〜20th Anniversary Selection」ではオリジナルのピッチに修正した上で"Original Version"として収録されている。2013年にアルバム『I'm Here』をBlu-spec CD2で再発した際には、本人の意向により、"Original Version"に差し替えて収録されている。

## 収録曲
| 全編曲: 土屋昌巳。 |                |                |          |
| #                  | タイトル       | 作詞           | 作曲     |
| 1.                 | 「Hold On Me」 | 麻生圭子       | 大内義昭 |
| 2.                 | 「PARTY」      | 小比類巻かほる | 土屋昌巳 |

## 収録アルバム
- Hold On Me
  - I'm Here
  - SO REAL
  - KAHORU KOHIRUIMAKI THE BEST
  - TIME THE MOTION LIVE
  - your side
  - SILENT FICTION TOUR 1991 LIVE
  - Black kohhy best '85～'89
  - STAR BOX EXTRA - アニバーサリーナイツバージョンで収録
  - THE LEGEND 小比類巻かほる GOLDEN 80's COLLECTION
  - CD&DVD THE BEST 小比類巻かほる 20th Anniversary Selection - オリジナルバージョンとアニバーサリーナイツバージョンが収録
  - MY MEMORIES - ユニバーサルミュージックが企画した通信販売専用アルバム
  - J-POP CAFE - ワーナーミュージック・ジャパン企画の通信販売専用アルバム
  - My idol〜青春play back〜 - ポニーキャニオン企画の通信販売専用アルバム
  - J-POPリフレイン〜時代を超えたBEST SONGS〜 - ユニバーサルミュージック企画の通信販売専用アルバム
  - Around40 〜アラフォー〜
- PARTY
  - I'm Here

## カバー
- 2006年、Mi（アルバム「80's×Mi」）
- 2010年、原田徳子（アルバム「Harada Noriko 1st」）